# Neperigea
Neperigea is een geslacht van vlinders van de familie Uilen (Noctuidae), uit de onderfamilie Cuculliinae.

## Soorten
- N. albimaculata Barnes & McDunnough, 1912
- N. continens H. Edwards, 1884
- N. costa Barnes & Benjamin, 1923
- N. mephisto Blanchard, 1968
- N. niveirena Harvey, 1876
- N. perolivalis Barnes & McDunnough, 1912
- N. seitzi Barnes & Benjamin
- N. suffusa Barnes & McDunnough, 1912
- N. tapeta Smith, 1900